# SC Frankfurt 1880
Der Sport-Club Frankfurt 1880 e. V. ist ein Sportverein aus Frankfurt am Main. Zu den vier Hauptsportarten des Clubs zählen Hockey, Rugby, Tennis und Lacrosse. Die Vereinsfarben sind Schwarz und Rot.

## Geschichte

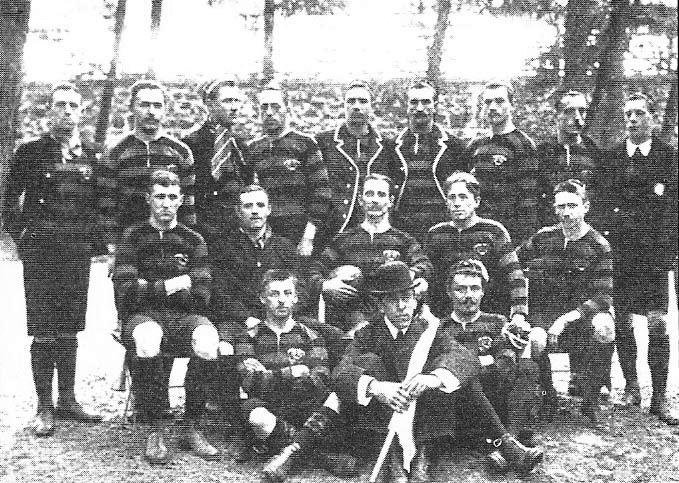
Die Frankfurter Rugby-Mannschaft bei den Olympischen Spielen in Paris
v. l. n. r. oben: Beiler (Ersatz), Poppe, R. Ludwig, Hofmeister, Latscha, Müller, Wenderoth, Stockhausen, Kreuzer
mitte: E. Ludwig, Reitz, Amrhein, Landvoigt, Herrmann
unten: Betting, unbekannt, Schmierer

Im Jahr 1880 wurde der „Fußballclub Frankfurt“ durch den Zusammenschluss der zwei Rugbymannschaften Germania und Franconia Frankfurt unter der Ägide der herausragenden Sportlerpersönlichkeit von Herrmann Stasny gegründet. Die damals einzige betriebene Sportart wurde noch als Rugby Fußball (im Vergleich zu Associations Fußball, das später zu Fußball wurde) bezeichnet. 1893 wurde der FC Frankfurt Mitglied der Süd-Westdeutschen Fußball-Union. Am 8. Juli 1893 verlor man gegen die Auswahl der SDFU in Heidelberg mit 1:0, am 23. Juli 1893 gewann man die Revanche in Frankfurt mit 1:0.
Nach vielen erfolgreichen Spielen gegen Vereine in Deutschland, wurde bereits 1894 die erste Auslandsreise angetreten. Es kam damals zu einem Treffen mit den Blackheath in London. In Anerkennung der damaligen Leistung der Gäste verlieh der Blackheath Football Club den Rugbyspielern in der Zukunft das Recht, in ihren eigenen, noch heutigen Clubfarben Rot und Schwarz ihre Spiele auszutragen.
Im Rahmen der Olympischen Spiele und der Weltausstellung 1900 in Paris wurde erstmals ein Rugby-Spiel gegen Frankreich ausgetragen. Am 14. Oktober 1900 trat der Fußballclub Frankfurt als Vertreter für Deutschland im Vélodrome de Vincennes gegen eine französische Mannschaft an. Das Spiel endete 27:17 für Frankreich.
Seit 1902 gehört Hockey zu den Sportarten des Clubs. 1905 wurde erstmals von einem Hockeyspiel des Clubs berichtet. In Person von Moritz Freiherr von Bissing gab der Fußballclub Frankfurt mit der Stiftung des Silberschildes im Jahre 1907 der Entwicklung des Hockeysports in Deutschland einen entscheidenden Anstoß. Als Wanderpreis für deutsche Hockeyvereine verlieh der Silberschild dem Hockeysport einen überregionalen Charakter, was schließlich zur Gründung des Deutschen Hockey Bundes im Jahre 1909 führte.
1914 wurde der „Fußballclub Frankfurt“ in Sport-Club „Frankfurt 1880“ e. V. umbenannt. In der Folgezeit zog der Club dann, nach Stationen auf der Körnerwiese, dem Palmengarten und der Louisa 1923 auf die heutige Clubanlage an der Adickesallee im Nordend. Charismatische Clubmitglieder wie Richard Merton und andere machten dabei unter immensem persönlichen Einsatz diesen Umzug möglich.
1924 hatte der Club fünf verschiedene Sportabteilungen (Rugby, Hockey, Tennis, Leichtathletik und Wintersport).
1926 stellte Milly Reuter, die bei der Leichtathletik des SC 1880 aktiv war, einen neuen Weltrekord im Speerwurf auf. Sie warf ihn 38,36 m weit.
Während des Zweiten Weltkrieges wurde der Sportbetrieb eingestellt. Erst 1945, nach dem Ende des Zweiten Weltkrieges, wurde der Sportbetrieb wieder aufgenommen, jedoch konnte man nur die Sportarten Hockey und Rugby ausüben.
Im Jahr 1958 wurde das Clubgelände auf 70.000 m² erweitert.
Im Jahr 1968 gewannen die Herren die ersten deutschen Meisterschaften im Hockey sowie später noch fünfmal den Europa-Cup im Hockey.
1978 wurde eine Tennis- und Squashhalle auf dem Vereinsgelände erbaut.
1980 wurde der Sportclub im Rahmen einer Feier 100 Jahre alt.
1980 und 1989 wurden die ersten zwei Rasenplätze in Kunstrasenplätze umgebaut. 1999 wurde ein neues Clubrestaurant gegründet („Das Clubhaus“).
2004 erweiterte der Club nochmal das Sportprogramm, Lacrosse kam mit einer Abteilung hinzu.
2005 wurde im Rahmen einer großen Veranstaltung das 125-jährige Jubiläum gefeiert.
Mit rund 1850 Mitgliedern, davon mehr als die Hälfte unter 18 Jahren, ist der „Club“ einer der größten Hockeyvereine Deutschlands.
2007 wurde der neue Kunstrasen 2 eingeweiht.

## Abteilungen

### Hockey
Der Sport-Club Frankfurt 1880 ist nicht nur der traditionsreichste, sondern seit vielen Jahren der auf allen Ebenen sportlich erfolgreichste Frankfurter Hockeyverein. Als einziger Frankfurter Sportverein stellt der SC 1880 seit Jahren eine Bundesligamannschaft sowohl im Herren- als auch im Damenbereich.
| Europapokalbilanz Herren Feld |                    |        |       |           |
| Jahr                          | Wettbewerb         | Niveau | Platz | Ort       |
| 1970                          | Club Champions Cup | 1      | 4     | Terrassa  |
| 1971                          | Club Champions Cup | 1      | 1     | Rom       |
| 1972                          | Club Champions Cup | 1      | 1     | Frankfurt |
| 1973                          | Club Champions Cup | 1      | 1     | Frankfurt |
| 1974                          | Club Champions Cup | 1      | 1     | Utrecht   |
| 1975                          | Club Champions Cup | 1      | 1     | Frankfurt |
| 1976                          | Club Champions Cup | 1      | 7     | Amsterdam |
| 1990                          | Club Champions Cup | 1      | 4     | Frankfurt |
| 1999                          | Cup Winners Trophy | 2      | 1     | Wettingen |

Neben den Bundesligamannschaften nehmen im Erwachsenenbereich drei weitere Herrenmannschaften und zwei Damenmannschaften am Spielbetrieb teil, wobei die 1b-Mannschaften immerhin in der Regionalliga bzw. der Oberliga Hessen spielen.
Ein weiterer Schwerpunkt der sportlichen Aktivitäten liegt im Jugendbereich. Am regelmäßigen Spielbetrieb nehmen 18 Jugendmannschaften teil. Sportlich gesehen ist die Jugend des SC 1880 auch sehr erfolgreich und hat schon mehrere Hessenmeistertitel, Süddeutsche Meisterschaften und Deutsche Meisterschaften gewonnen.
Außerdem wird jährlich ein gut besuchtes und mit vielen Top-Mannschaften besetztes Jugend-Pfingstturnier ausgerichtet.
Die Hockey-Anlage des SC 1880 ist zudem Leistungszentrum des Hessischen-Hockey-Verbandes. Die Kader des HHV – männlich und weiblich – trainieren auf den Kunstrasenplätzen des Clubs.
Der SC 1880 ist auch regelmäßig Veranstalter von überregionalen Spielen. Endspiele um die deutsche Meisterschaft, Ausrichtung der Endrunde um die deutsche Meisterschaft stehen hier an erster Stelle.
Auch Länderspiele (Herren: Pakistan, Spanien, Indien; Damen: Niederlande, Schottland und Indien) werden hier ausgerichtet.

### Rugby

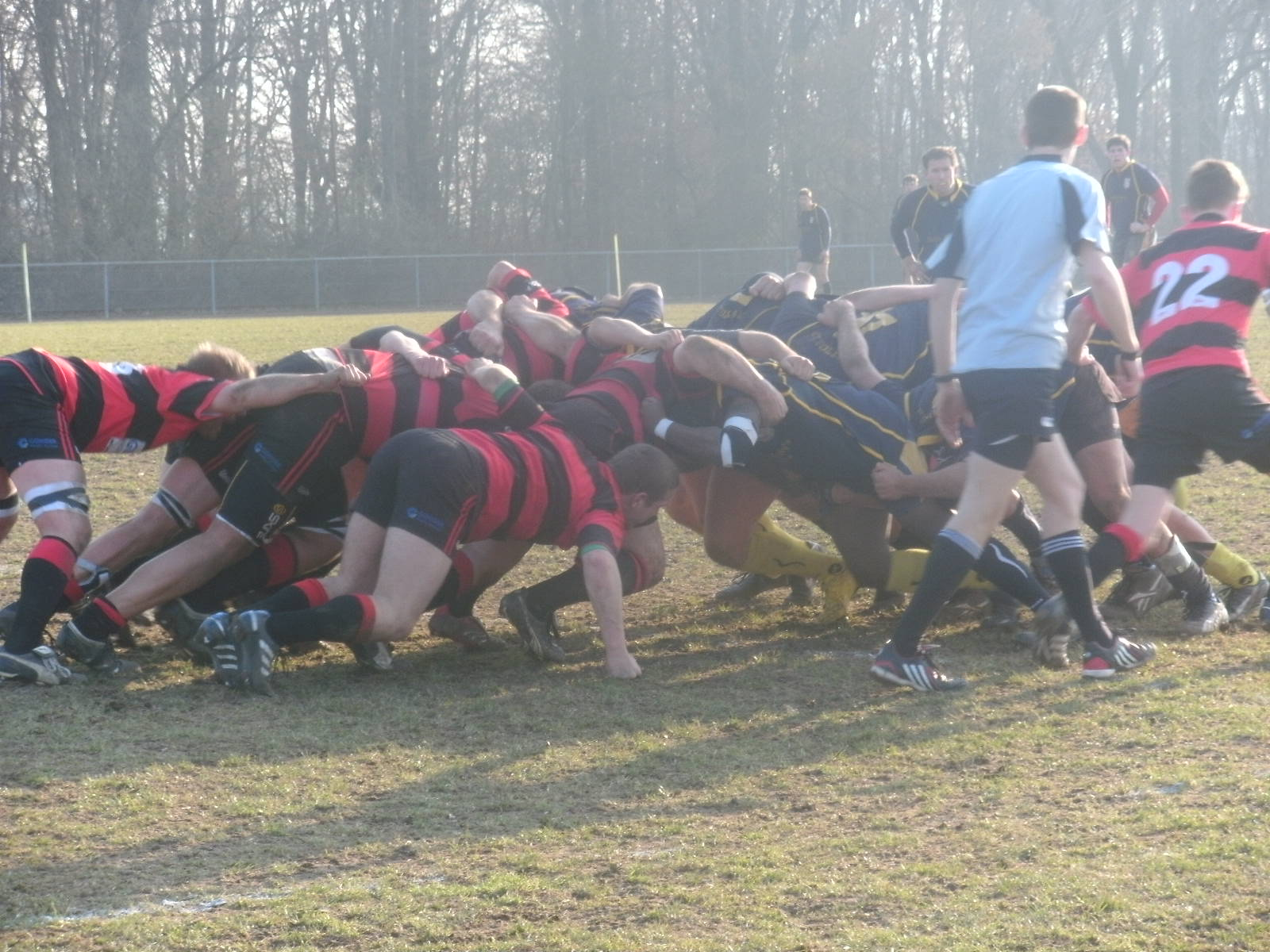
Die zweite Rugbymannschaft (schwarz-rote Trikots) in einem Auswärtsspiel beim Stuttgarter RC 2010/11

Rugby ist die älteste und damit Gründungs-Sportart, die der SC 1880 anbietet.
1951 spielte die Rugbyabteilung des SC 1880 in Oxford gegen das Wadham-College und bereits 1953 kamen, wie oftmals vor 1940, die Oxford Greyhounds nach Frankfurt. Weitere internationale Begegnungen gab es gegen die Universitätsmannschaften von Parma, Paris (PUC Paris) und Brüssel.
Aus dem SC 1880 haben sich 36 Herren in 142 Berufungen als Nationalspieler qualifiziert.
Heute spielen Spieler aus mehr als 20 Nationen für die Rugbyabteilung.
Im Jahre 2006 wurde im 1880 erstmals in Deutschland eine Profi-Rugby-Mannschaft von Ulrich Byzio ins Leben gerufen, bei der die überwiegende Zahl der Spieler Rugby zum Beruf gemacht hat. Die Spieler aus 16 Nationen gewannen in der Hinrunde der Saison 2006/07 bis auf ein unentschiedenes Spiel gegen den Sport Club Neuenheim (Heidelberg) alle Spiele und führten die Tabelle auch nach Hin- und Rückrunde mit großem Vorsprung an. Das Endspiel um die deutsche Meisterschaft am 12. Mai 2007 ging aber vor heimischem Publikum gegen den Titelverteidiger Rudergesellschaft Heidelberg (RGH) mit 15:23 verloren. In den beiden folgenden Jahren gewann die Mannschaft durch Siege in den Endspielen gegen die RGH (2008 mit 28:13) und den Heidelberger Ruderklub zweimal in Folge die deutsche Meisterschaft.

### Tennis
Der Tennissport wurde 1918 unter dem Vorsitz von Moritz Freiherr von Bissing als eigene Abteilung in den Club integriert. Da zu dieser Zeit keine eigene Tennisanlage zur Verfügung stand, nutzten die tennisspielenden Mitglieder die Tennisplätze des Frankfurter Sportclubs Sachsenhausen Forsthausstraße. Mit dem Umzug auf das heutige Clubgelände wurde eine eigene Tennisanlage errichtet, die Mitte des Jahres 1923 eingeweiht wurde. Im Damentennis zählte damals Ilse Friedleben zu den erfolgreichsten Spielerinnen des Clubs, die fünf Mal in Folge die Deutschen Tennis-Meisterschaften gewann.
Heute bildet die Tennisabteilung des SC 1880 mit über 1.000 Mitgliedern die größte Tennisabteilung in Hessen. Die Tennisanlage verfügt über 16 Sandplätze und eine Tennishalle mit drei Plätzen. Die Jugendmannschaften spielen regelmäßig in den höchsten hessischen Klassen.
Aktuell spielt die Damenmannschaft in der 2. Bundesliga, die Herrenmannschaft in der Verbandsliga.

### Lacrosse
Lacrosse wird seit 2000 im SC 80 gespielt. Die Mannschaft Frankfurt Cosmos war als Gast auf dem Gelände zugelassen. Im Jahr 2004 wurde dann Lacrosse als Sparte mit jeweils einem Damen- und einem Herrenteam in den SC 80 integriert und ist seither zu einem festen Bestandteil des SC 80 geworden.
Im Jahr 2005 wurden die 1. Herren Deutscher Meister bei einer DM-Endrunde, die gleichzeitig auch beim SC80 ausgerichtet wurde.
Die 1. Lacrosse Damen des SC80 sind im Jahr 2008 Deutscher Vizemeister geworden.
Die Lacrosse Abteilung hat für alle Nationalmannschaften (A-Nationalmannschaft Herren und Damen, U21-Nationalmannschaft Herren und Damen) des Deutschen Lacrosse Verbandes Nationalspieler gestellt.
Mittlerweile gibt es neben den Erwachsenenmannschaften auch Jugendtraining für Jugendliche ab 10 Jahren.

### Weitere Abteilungen
Neben den vier Hauptsportarten bietet der Verein folgende Sportarten an (Stand Februar 2020):
- Leichtathletik
- Eisstockschießen
- Gymnastik
- Boule/Petanque

### Ehemalige Abteilungen

#### Eishockey
Eishockey gab es beim Sportclub 1880 mindestens seit 1929, als man in München gegen die 2. Mannschaft des Akademischen Sportclub Zürich 3:0 gewann. 1931 kam der SC ins Finale der Südwestdeutschen Eishockeymeisterschaft. 1947 wurde man Dritter und Letzter der hessischen Meisterschaft. 1957 wurde der SC 1880 hessischer Landesligameister, scheiterte aber in der Aufstiegsrunde zur Oberliga (höchste Spielklasse). 1965 rückte man als Vizemeister der hessischen Landesliga in die aufgestockte Regionalliga (dritte Spielklasse) nach. Man konnte sportlich den Abstieg verhindern, verzichtete aber auf die Teilnahme in der Folgesaison.

## Deutsche Meisterschaften

### Hockey Herren
- 1968
- 1969
- 1970
- 1989

### Hockey Damen
- 1988
- 1989

### Rugby
- 1910
- 1913
- 1922
- 1925
- 2008
- 2009
- 2019
- 2022
- 2023
- 2024

### Rugby-Jugend
- 2008 Jugendmannschaft in Altersklasse U12
- 2010 Jugendmannschaft in Altersklasse U14
- 2010 Jugendmannschaft in Altersklasse U12
- 2011 Jugendmannschaft in Altersklasse U10
- 2012 Jugendmannschaft in Altersklasse U12
- 2013 Jugendmannschaft in Altersklasse U12, U14
- 2014 Jugendmannschaft in Altersklasse U12 (geteilt), U14
- 2015 Jugendmannschaft in Altersklasse U12,U14,U16 (7er)
- 2016 Jugendmannschaft in Altersklasse U12, U14, U16, U18

### Lacrosse Herren
- 2005
- 2022